# Umm al-Mara
Umm al-Mara (arab. أم المرا) – miejscowość w Syrii, w muhafazie Aleppo. W 2004 roku liczyła 1878 mieszkańców.
Umm al-Mara to ważne stanowisko archeologiczne; istniejący od III tysiąclecia p.n.e. ośrodek miejski bywa identyfikowany z wzmiankowaną w źródłach Tubą.